# Bussière-Dunoise
Bussière-Dunoise is een gemeente in het Franse departement Creuse (regio Nouvelle-Aquitaine). De plaats maakt deel uit van het arrondissement Guéret. Bussière-Dunoise telde op 1 januari 2022 1.045 inwoners.

## Geografie
De oppervlakte van Bussière-Dunoise bedraagt 41,13 km², de bevolkingsdichtheid is 25 inwoners per km² (per 1 januari 2019).
De onderstaande kaart toont de ligging van Bussière-Dunoise met de belangrijkste infrastructuur en aangrenzende gemeenten.

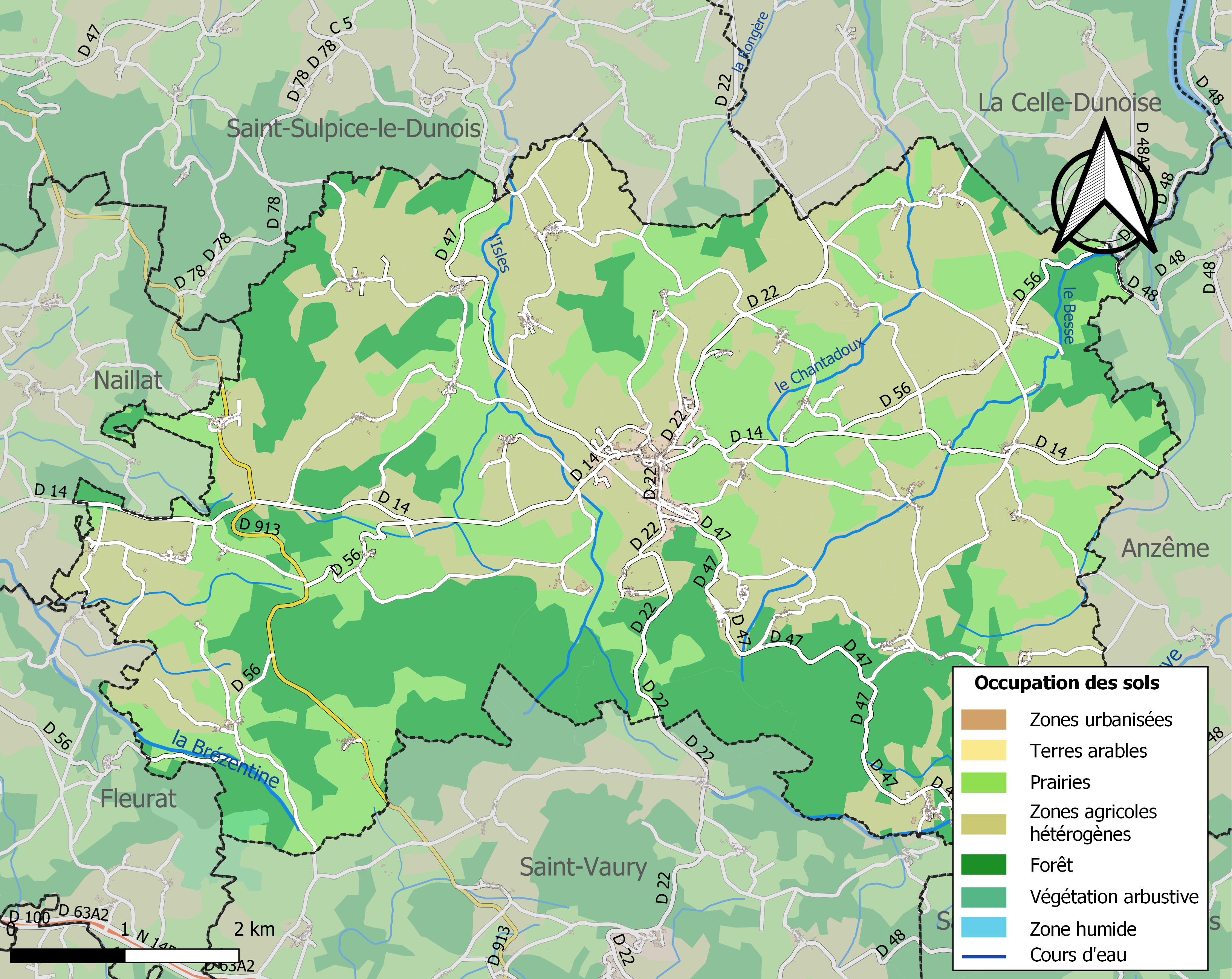

## Demografie
Onderstaande figuur toont het verloop van het inwonertal (bron: INSEE-tellingen).